# سيفيات الذيل
سيفيات الذيل (بالإنجليزية: Xiphosura)‏ هي رتبة من الكلابيات تضم عددا كبيرا من السلالات المنقرضة والأنواع الأربعة الأخيرة المتبقية مجموعة في عائلة واحدة.